# بيل كابل
بيل كابل (بالإنجليزية: Bill Cable)‏ مواليد 02 مايو 1946 في إنديانا، الولايات المتحدة - الوفاة 07 مارس 1998 في كاليفورنيا، مقاطعة لوس أنجلوس، الولايات المتحدة، هو ممثل أمريكي بدأ مسيرته الفنية سنة 1970. امتدت مسيرته الفنية لأكثر من 26 عاما. من أعماله غريزة أساسية (فيلم) (1992).

## روابط خارجية
- بيل كابل على موقع IMDb (الإنجليزية)
- بيل كابل على موقع ألو سيني (الفرنسية)
- بيل كابل على موقع تيرنر كلاسيك موفيز (الإنجليزية)
- بيل كابل على موقع أول موفي (الإنجليزية)
- بيل كابل على موقع قاعدة بيانات الفيلم (الإنجليزية)
- بيل كابل على موقع كينوبويسك (الروسية)